# Plastochinolo-plastocianina reduttasi
La plastochinolo-plastocianina reduttasi è un enzima appartenente alla classe delle ossidoreduttasi, che catalizza la seguente reazione:
plastochinolo-1 + 2 plastocianina ossidata ⇄ plastochinone + 2 plastocianina ridotta
È un complesso citocromo f,b6 separato dai cloroplasti. Agisce anche, più lentamente, sul plastochinolo-9 e gli ubichinoli. Il citocromo c->552 può sostituire la plastocianina, ma la reazione procede più lentamente.